# ジョセフ・ハーバーシャム

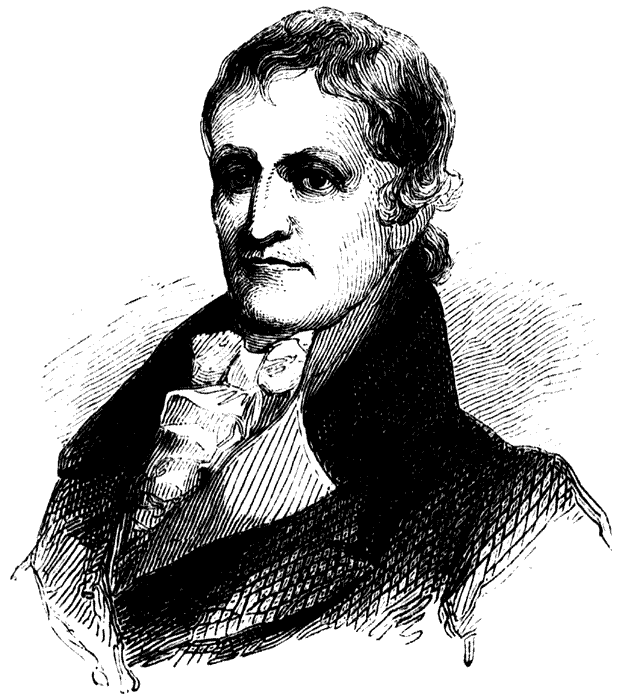
ジョセフ・ハーバーシャム

ジョセフ・ハーバーシャム（Joseph Habersham, 1751年7月28日 - 1815年11月17日）は、アメリカ合衆国の実業家、政治家。1795年から1801年まで第6代アメリカ合衆国郵政長官を務めた。

## 生い立ちと家族
1751年、ハーバーシャムはジョージア植民地サバンナにおいて、ジェイムズ・ハーバーシャム (James Habersham) とメアリー・ボルトン (Mary Bolton) の息子として生まれた。ハーバーシャムは私立学校で学び、プリンストン大学に進んだ。その後ハーバーシャムは商人および農場主として成功を収めた。
1776年5月19日、ハーバーシャムはイザベラ・レイ (Isabella Rae) と結婚した。

## アメリカ革命
1775年、ハーバーシャムはジョージア植民地議会の議員となった。ハーバーシャムはジョージア民兵で少佐を務め、大陸軍に加わると大佐となった。1785年、ハーバーシャムはジョージア植民地代表として連合会議に参加した。1788年にはジョージア州として合衆国憲法を批准のための会議にも参加した。
ハーバーシャムは1792年から1793年までサバンナ市長を務め、1795年にジョージ・ワシントン大統領から郵政長官として任命された。ハーバーシャムは1801年まで郵政長官を務めた。

## 晩年
ハーバーシャムは1802年に第一合衆国銀行のサヴァンナ支店銀行頭取に就任した。そして1815年、ハーバーシャムはジョージア州サヴァンナにおいて死去した。ハーバーシャムの遺体はサヴァンナ市内の植民地墓地に埋葬された。